# Tombe rupestri di Quarto Conca
Le Tombe rupestri di Quarto Conca si trovano nella zona suburbana di Quarto Conca di fronte al fontanile Fonte Conca o Fontana di Quarto Conca, nel comune di Fonte Nuova, in provincia di Roma.
Le tombe sono del tipo orientalizzante.
Le tombe risalgono alla protostoria (fine VIII-inizi VII-VI secolo a.C.) epoca in cui vi era nei pressi di un villaggio troppo lontano da Nomentum per essere ascritto ad esso.
Le tombe sono scavate nel tufo (a tratti nell'interno si possono vedere le picconate per la realizzazione),
Si tratta di 2 tombe a camera affiancate.

## La tomba A
La tomba a destra misura 6 m di profondità per 3,40 m di larghezza per 2,50 d'altezza.
La volta è a botte.
Sulla parete di fondo vi sono dei resti di arcate.
A destra vi è un rialzo di roccia (la vera e propria tomba).

Il cadavere veniva poggiato sopra questo rialzo di roccia e veniva coperto o con una sottospecie di sudario o con delle pietre o con entrambi.

Onde evitare che qualcuno profanasse la tomba, veniva probabilmente chiusa con un grosso masso.

## La tomba B

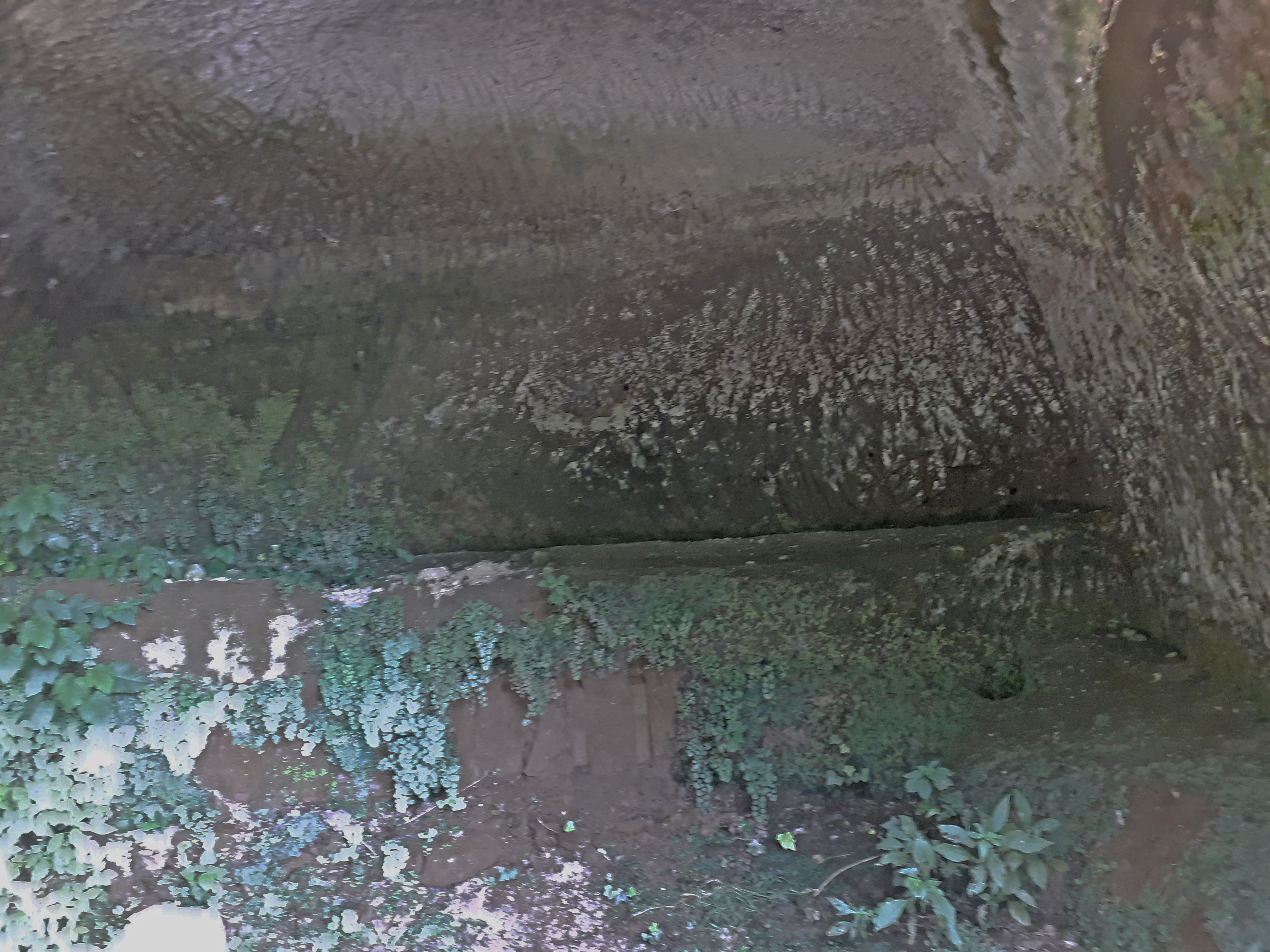
Interno della tomba B

La tomba di sinistra, simile alla precedente, misura all'ingresso 2,70 m di larghezza, proseguendo fino il fondo si restringe a 2,30 m di larghezza.
L'altezza e la profondità sono simili alla precedente.
Anche in questo caso la volta è a botte.
Questa tomba presenta tracce di affresco a colori non molto vivaci (la tonalità è simil-pastello).
La tumulazione della salma era la stessa della tomba precedente.

Probabilmente veniva chiusa anche questa con un grosso masso.

## I dintorni
Nelle vicinanze, in località fosso Le Spallette di Santa Margherita (presso il Bosco Le Spallette di Tor Lupara), sono state ritrovate delle suppellettili dell'età del bronzo.

Sempre nella zona adiacente alle tombe, sono state trovate delle suppellettili ora al Museo Pigorini.